# Argythamnia sericea
Argythamnia sericea är en törelväxtart som beskrevs av August Heinrich Rudolf Grisebach. Argythamnia sericea ingår i släktet Argythamnia och familjen törelväxter. Inga underarter finns listade i Catalogue of Life.